# Superliga Femenina de Suiza
La Superliga Femenina de Suiza (en inglés: Women's Super League o AXA Women's Super League por motivos de patrocinio) es la máxima categoría del fútbol femenino en Suiza. La juegan diez equipos. 
Fue una de las primeras ligas de fútbol femenino, fundada en 1970. El Zürich es el club más laureado con 24 títulos, seguido por el Young Boys con once y el Luzern con cinco. Desde 2001 el campeón se clasifica para la Liga de Campeones.

## Equipos temporada 2022-23
| Club                | Municipio         |
| ------------------- | ----------------- |
| FC Aarau            | Aarau             |
| FC Basel Frauen     | Basilea           |
| Grasshopper Club    | Niederhasli       |
| FC Luzern Frauen    | Lucerna           |
| FC Rapperswil-Jona  | Jona              |
| Servette FC         | Ginebra           |
| FC St. Gallen-Staad | San Galo          |
| BSC Young Boys      | Berna             |
| FC Yverdon          | Yverdon-les-Bains |
| FC Zürich           | Zúrich            |

## Palmarés
- 1971 Aarau
- 1972 Aarau
- 1973 Aarau
- 1974 Aarau
- 1975 Alpnach
- 1976 Sion
- 1977 Sion
- 1978 Berna
- 1979 Berna
- 1980 Seebach
- 1981 Seebach
- 1982 Seebach
- 1983 Seebach
- 1984 Berna
- 1985 Seebach
- 1986 Berna
- 1987 Berna
- 1988 Seebach
- 1989 Rapid Lugano
- 1990 Seebach
- 1991 Seebach
- 1992 Berna
- 1993 Seebach
- 1994 Seebach
- 1995 Berna
- 1996 Berna
- 1997 Berna
- 1998 Seebach
- 1999 Schwerzenbach
- 2000 Berna
- 2001 Berna
- 2002 Sursee
- 2003 Sursee
- 2004 Sursee
- 2005 LUwin.ch (ex-Sursee)
- 2006 LUwin.ch
- 2007 Zuchwil 05
- 2008 Zürich (ex-Seebach)
- 2009 Zürich
- 2010 Zürich
- 2011 Young Boys (ex-Berna)
- 2012 Zürich
- 2013 Zürich
- 2014 Zürich
- 2015 Zürich
- 2016 Zürich
- 2017 FC Neunkirch
- 2018 Zürich
- 2019 Zürich
- 2020 Cancelado
- 2021 Servette FC
- 2022 Zürich
- 2023 Zürich

## Máximas goleadoras
Las jugadoras sin bandera son de nacionalidad suiza
- 1999 18 Maria Macri
- 2000 17 Anouk Macheret
- 2001 21 Sylvie Gaillard
- 2002 22 Monica Di Fonzao y Corina Theiler
- 2003 25 Monica Di Fonzo
- 2004 28 Vanessa Bürki
- 2005 19 Isabelle Meyer
- 2006 23 Vanessa Bürki
- 2007 18  Kristina Sundov
- 2008 18 Veronica Maglia
- 2009 24 Ana-Maria Crnogorcevic
- 2010 14 Caroline Abbé e Isabelle Meyer
- 2011 24 Veronica Magli
- 2012 27 Nadja Hegglin
- 2013 36  Inka Grings
- 2014 19 Fabienne Humm
- 2015 17 Patricia Willi
- 2016 18 Fabienne Humm
- 2017 20  Valentina Bergamaschi
- 2018 25  Eunice Beckmann, Caroline Müller y Patricia Willi
- 2019 17  Irina Brütsch,  Cara Curtin, Fabienne Humm  Kristina Maksuti y Maeva Sarrasin
- 2021 23 Stefanie de Além da Eira
- 2022 17  Sina Cavelti